# Simon Karstens
Jan Simon Karstens (* 1979) ist ein deutscher Historiker mit dem Schwerpunkt Frühe Neuzeit.

## Leben
Karstens erwarb 2004 den Magister Artium nach einem Studium von Geschichte und Politikwissenschaft an der Universität Trier;  2008 folgte die Promotion im Fach Neuere Geschichte mit dem Schwerpunkt Frühe Neuzeit und 2019 die Habilitation im Fach Neuere Geschichte. Er ist derzeit Privatdozent an der Universität Trier. Zum April 2025 hat er eine Heisenberg-Stelle am GHI Paris angetreten.
Seine Forschungsschwerpunkte sind Biographieforschung und historische Netzwerkforschung, die Geschichte der Habsburgermonarchie und ihrer Teilreiche, insbesondere der Südlichen Niederlande und die Geschichte in der Öffentlichkeit; ferner Geschichtsinszenierungen (Public History), die Aufklärung und ihr Verhältnis zum frühmodernen Staat und seiner Reform, Normen und Praktiken von Prozessen des Souveränitätstransfers im europäischen Vergleich und Geschichte der europäischen Expansion im Übergang vom Mittelalter zur Neuzeit, hier vor allem transozeanische Kulturkontakte und deren Rezeptionsgeschichte in England, Frankreich und dem Alten Reich.

## Schriften (Auswahl)

### Monografien
- Lehrer – Schriftsteller – Staatsreformer. Die Karriere des Joseph von Sonnenfels (1733–1817). Köln 2011, ISBN 3-205-78704-8.
- Gescheiterte Kolonien – Erträumte Imperien. Eine andere Geschichte der europäischen Expansion 1492–1615. Köln 2021, ISBN 978-3-205-21207-2.
- Untergegangene Kolonialreiche. Gescheiterte Utopien in Amerika. Köln 2022, ISBN 3-205-21471-4.

### Herausgeberschaften
- Werkzeuge der Historiker:innen, Kohlkammer, Stuttgart 2025, ISBN 978-3-17-043420-2
- mit Ulrike Gehring und Christian Rollinger: Dangerous Tides : Perceiving, Imagining, and Managing Maritime Risks in Ancient and Early Modern Worlds, De Gruyter Oldenbourg, Berlin 2025, ISBN 978-3-11-156130-1